# 杜公斯
杜公斯（法語：Constant Dubail；1838年3月1日—1887年12月7日）是天主教法國籍主教及巴黎外方傳教會會士。曾任遼東滿州宗座代牧區宗座代牧（1879年-1887年）。

## 生平
杜公斯出生於1838年3月1日，在法蘭西王國弗朗什-孔泰大区贝尔福地区的市鎮多朗。1858年10月12日，他20歲時加入巴黎外方传教会。1861年12月21日，杜公斯在23岁時晉鐸。1862年3月31日，被派遣前往中國滿州传教。
1879年5月23日，杜公斯在41歲時獲時任教宗良十三世出任成為遼東滿州宗座代牧區宗座代牧，領銜希臘博利納教區主教。同年11月9日，由屬同會的朝鮮宗座代牧區李福明主教主禮晉牧。
1887年12月7日，杜公斯主教在清朝直隸省营子去世，享年49岁。